# Нараям

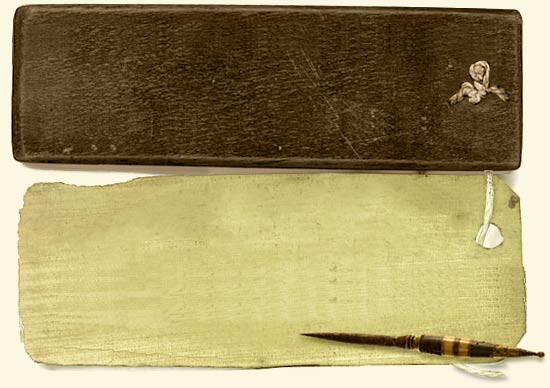
Талиола и нараям

Нараям (также нарайам, малаял. നാരായം, санскр. नाराचः или ежутани, малаял. എഴുത്താണി) — письменная принадлежность (стилус), использовавшаяся с древних времен в Южной Индии, Шри-Ланке и других ближайших регионах Азии. Хотя по форме и использованию она похожа на современную ручку, вместо цветных чернил она наносит на поверхность (это обычно предварительно обработанные пальмовые листья) царапины в виде букв и фигур. По сути, нараям — это длинный кусок железа с заостренным (в разной степени на разных нараямах в зависимости от прочности материала) концом, изготовленный специально в форме, удобной для руки писца.
Нараям был основным инструментом для надписей на талиоле — предварительно обработанном листе пальмы Borassus flabellifer. До появления бумаги пальмовые листья оставались основным средством для создания, распространения и сохранения письменных статей в регионе.
Нараямы были сделаны в таких формах и размерах, чтобы соответствовать размеру руки писателя и её форме, что обеспечивало комфортность при письме. Их виды варьировались от очень простого дизайна до самых необычных украшенных вариантов. Дизайн соответствовал статусу писцов. Иногда его использовали в качестве добавления к другим личных вспомогательным инструментам, таких как карманные ножи и т. д. Кроме выцарапывания надписей, нараям также использовали в качестве инструмента для пробивания маленьких отверстий на пальмовых листьях. Через эти отверстия отдельные листья связывали друг с другом с помощью нитей, образуя, таким образом, связанную книгу, которую обычно называют «грантха». Одна из таких известных книг — «Гуру Грантх Сахиб».